# Zeuthen
Pour l’article homonyme, voir Hieronymus Georg Zeuthen.
Zeuthen  est une commune de Brandebourg (Allemagne), située dans l'arrondissement de Dahme-Forêt-de-Spree.

## Géographie
Zeuthen se trouve sur la rive gauche de la Dahme, à la périphérie Sud-Est de Berlin (quartier de Berlin-Schmöckwitz), à 25 km de la Porte de Brandebourg.
Les municipalités limitrophes sont Berlin à l'Est, Königs Wusterhausen au Sud-Est, Wildau au Sud, Schulzendorf et Schönefeld à l'Ouest, Eichwalde au Nord.

## Démographie
- Évolution de la population dans les limites actuelles. -- Ligne bleue: Population; Ligne pointillé: Comparaison avec le développement de Brandebourg—Fond gris: Période du régime nazie; Fond rouge: Période du régime communiste
- Évolution recente (ligne bleue) et prévisions sur l'effectif de résidents

| Année | Population |
| ----- | ---------- |
| 1875  | 372        |
| 1890  | 590        |
| 1910  | 1 553      |
| 1925  | 2 620      |
| 1933  | 5 249      |
| 1939  | 8 358      |
| 1946  | 8 730      |
| 1950  | 9 624      |
| 1964  | 9 078      |
| 1971  | 9 121      |

| Année | Population |
| ----- | ---------- |
| 1981  | 8 610      |
| 1985  | 8 236      |
| 1989  | 7 979      |
| 1990  | 7 860      |
| 1991  | 7 738      |
| 1992  | 7 696      |
| 1993  | 7 652      |
| 1994  | 7 794      |
| 1995  | 7 923      |
| 1996  | 8 056      |

| Année | Population |
| ----- | ---------- |
| 1997  | 8 171      |
| 1998  | 8 665      |
| 1999  | 9 005      |
| 2000  | 9 375      |
| 2001  | 9 646      |
| 2002  | 9 831      |
| 2003  | 9 959      |
| 2004  | 10 094     |
| 2005  | 10 219     |
| 2006  | 10 377     |

| Année | Population |
| ----- | ---------- |
| 2007  | 10 344     |
| 2008  | 10 272     |
| 2009  | 10 290     |
| 2010  | 10 400     |
| 2011  | 10 574     |
| 2012  | 10 693     |
| 2013  | 10 811     |
| 2014  | 10 993     |
| 2015  | 11 106     |
| 2016  | 11 270     |

| Année | Population |
| ----- | ---------- |
| 2017  | 11 297     |
| 2018  | 11 381     |
| 2019  | 11 427     |
| 2020  | 11 355     |

## Histoire
Une église en pierre est construite au XIVe siècle dans le quartier actuel de Miersdorf, remplaçant peut-être un plus vieux bâtiment en bois.
L'histoire de la municipalité de Zeuthen s'identifie beaucoup à celle de ses voisines, tout en restant une zone de forêts entrecoupée de parcelles agricoles. Son essor date de la fin du XIXe siècle, grâce à la création d'un important pôle industriel à Wildau.
En 1949 est inauguré un cimetière militaire soviétique comportant 449 tombes, y compris celles de prisonniers de guerre Français et de membres du S.T.O. qui travaillaient dans l'industrie à Wildau.